# 齊藤直史
齊藤 直史（さいとう なおふみ、1983年11月21日-)は、元福岡放送のアナウンサー。

## 経歴
北海道出身。慶應義塾大学卒業後、2006年に福岡放送入社。同期入社は財津ひろみ。
2013年9月末日を以て退局。

## 在局時代の担当番組
- FBS金曜トレビアン
途中から司会に加わる。当初は奥田美香子のアシスタント的立場にあったが、奥田の妊娠降板により2010年9月以降は名実ともにメイン司会者となっていた。
- ZIP!（5:57.55・6:28・6:58のローカルパート。木曜と金曜担当。）
- スポーツ中継　
  - Dramatic Game 1844（ソフトバンク戦主管試合　現段階ではベンチサイドリポート主体）
  - Jリーグ中継(スカパー!、2011年よりFBSがスカパー!向け放送に制作協力しているため。ベンチサイドリポート主体だったが、2011年8月28日のサガン鳥栖対水戸ホーリーホックの試合で実況デビュー。2014年までサガン鳥栖、2015年以後アビスパ福岡主管試合）
- FBSニュース